# The Clearing (série de televisão)
The Clearing (prt: A Seita Secreta; bra: O Culto Secreto) é uma série de televisão australiana de suspense psicológico em oito partes produzida para a The Walt Disney Company e inspirada na história sombria e assustadora de um culto da vida real com uma líder feminina. A série vai estrear em 24 de maio de 2023 no Disney+ através do hub de conteúdo Star. Dirigido por Jeffrey Walker e Gracie Otto, é baseado no livro best-seller de J.P. Pomare e estrelado por Miranda Otto, Teresa Palmer e Guy Pearce.

## Sinopse
Uma mulher é forçada a enfrentar os demônios de seu passado para impedir que um culto sequestre crianças.

## Elenco
- Teresa Palmer
- Miranda Otto
- Guy Pearce
- Julia Savage
- Hazem Shammas
- Kate Mulvany
- Xavier Samuel
- Anna Lise Phillips
- Mark Coles Smith
- Harry Greenwood
- Erroll Shand
- Doris Younane
- Claudia Karvan
- Miah Madden
- Gary Sweet
- Alicia Gardiner
- Matt Okine
- Jeremy Blewitt
- Lily La Torre
- Ras-Samuel Welda’abzgi
- Berlin Lu
- Kristof Kaczmarek

## Produção
A série é produzida pela Wooden Horse e baseada no thriller policial best-seller In The Clearing, de J.P. Pomare, e o grupo da vida real The Family e sua carismática líder Anne Hamilton-Byrne. A série foi adaptada por Elise McCredie, Matt Cameron e Osamah Sami. Dirigido por Jeffrey Walker e Gracie Otto, o produtor é Jude Troy e os produtores executivos são McCredie, Cameron e Walker com Richard Finlayson e Elizabeth Bradley.

## Seleção de elenco
Teresa Palmer, Miranda Otto e Guy Pearce foram confirmados como parte do elenco em julho de 2022.

### Filmagens
A fotografia principal começou em Victoria, Austrália, em julho de 2022.

## Lançamento
A série será transmitida como Star Original no Disney+ em todo o mundo, no Hulu nos Estados Unidos, e no Star+ na América Latina, a partir de quarta-feira, 24 de maio de 2023, com novos episódios sendo lançados semanalmente às quartas-feiras.